# Charlotte Wardlaw
Charlotte Wardlaw (* 20. Februar 2003) ist eine englische Fußballspielerin. Sie steht aktuell beim Chelsea FC unter Vertrag.

## Karriere

### Verein
Im Juni 2021 unterzeichnete Wardlaw ihren ersten Profivertrag bei Chelsea. Im August 2021 wechselte sie auf Leihbasis für den Rest der Saison zum FA Women’s Championship-Klub Liverpool. Im Oktober 2021 erzielte sie beim 2:0-Sieg gegen Sheffield United ihr erstes Tor für Liverpool. Im September 2022 wurde Wardlaw für die Saison 2022–23 erneut an Liverpool ausgeliehen. Im Januar 2023 kehrte sie zu Chelsea zurück. Einige Wochen später wurde sie erneut ausgeliehen, diesmal an den Frauen-Meisterschaftsverein Lewes.

### Nationalmannschaft
Wardlaw war Kapitänin der englischen U-15-, U-17- und U-19-Frauenmannschaften. Im Oktober 2022 spielte sie für die englische U23-Auswahl in einem Spiel gegen Schweden.